# Ngân hàng dự trữ liên bang Dallas

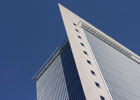
Trụ sở Fed tại Dallas

Ngân hàng dự trữ liên bang Dallas là một trong 12 ngân hàng khu vực của Cục Dự trữ Liên bang Hoa Kỳ, chịu trách nhiệm khu vực thứ 11 gồm tiểu bang Texas, bắc Louisiana và nam New Mexico. Các chi nhánh đặt tại El Paso, Houston và San Antonio. Chủ tịch hiện thời là Richard W. Fisher. Trụ sở ngân hàng tại số 2200 N. Pearl Street, Dallas, Texas, là tòa nhà 17 tầng xây hoàn thành năm 1992
Dallas được chọn là địa điểm của ngân hàng dự trữ liên bang khu vực thứ 11 năm 1914. Ban đầu, New Orleans có ưu thế hơn so với Dallas và cả hai đều có quy mô hoạt động ngân hàng tương đương. Tuy vậy Dallas được chọn vì ở đây đang phát triển nhanh chóng trong khi New Orleans có vẻ yên tĩnh hơn.
Ngân hàng dự trữ liên bang Dallas là trung tâm xử lý hối phiếu ngân khố toàn quốc và quản lý chương trình kế toán thanh toán điện tử, xử lý séc cho những người thụ hưởng phúc lợi liên bang.